# Spinala ganglion

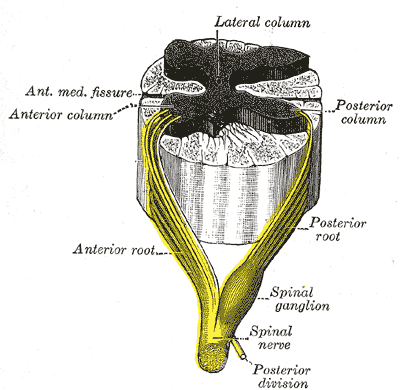
ryggmärgsutsnitt med spinala ganglion i gult till höger.

Spinala ganglion (även dorsalrotsganglier, bakrotsganglier) är de ganglier (känselnervknutor) som är belägna på de bakre ryggmärgsrötterna i kotpelaren. Dessa ganglion utgörs av pseudounipolära nervceller, som samlas i en primär sensorisk nervfiber som sedan grenas av i mindre nervtrådar ut till kroppens organ, där de känner av och förmedlar känselimpulser från dessa. De utgörs även av en kortare, central gren som för denna information till ryggmärgen.
Ryggmärgsrötterna är de utskott på ryggraden som leder in sensorisk signalering (bakre), samt leder ut motorisk signalering (främre).